# Kirghizistan aux Jeux olympiques d'hiver de 2018
Le Kirghizistan participe aux Jeux olympiques d'hiver de 2018 à Pyeongchang en Corée du Sud du 9 au 25 février 2018. Il s'agit de sa septième participation à des Jeux d'hiver.

## Participation
Aux Jeux olympiques d'hiver de 2018, les athlètes de l'équipe du Kirghizistan participent aux épreuves suivantes : 
| Sport       | Hommes | Femmes | Total |
| ----------- | ------ | ------ | ----- |
| Ski alpin   | 1      | 0      | 1     |
| Ski de fond | 1      | 0      | 1     |
| Total       | 2      | 0      | 2     |

## Ski alpin
| Athlète          | Épreuves     | Course 1 | Course 1 | Course 2 | Course 2 | Total | Total |
| Athlète          | Épreuves     | Temps    | Rang     | Temps    | Rang     | Temps | Rang  |
| ---------------- | ------------ | -------- | -------- | -------- | -------- | ----- | ----- |
| Evgeniy Timofeev | Slalom       |          |          |          |          |       |       |
| Evgeniy Timofeev | Slalom géant |          |          |          |          |       |       |

### Ski de fond
En 2017, Tariel Zharkymbaev, fondeur de 21 ans, a participé à cinq compétitions de ski de fond, dont les résultats ont été inclus dans la qualification olympique. : Universiade à Almaty où il était le capitaine, les Jeux asiatiques, l'Open de Russie et deux tournois internationaux en Italie et au Kazakhstan. Il est aligné dans la distance de sprint (1,6 kilomètres).
| Athlète            | Épreuve | Qualifications | Qualifications | Quarts de finale | Quarts de finale | Demi-finales | Demi-finales | Finale | Finale |
| Athlète            | Épreuve | Temps          | Rang           | Temps            | Rang             | Temps        | Rang         | Temps  | Rang   |
| ------------------ | ------- | -------------- | -------------- | ---------------- | ---------------- | ------------ | ------------ | ------ | ------ |
| Tariel Zharkymbaev | Sprint  |                |                |                  |                  |              |              |        |        |